# Ludwig Anzengruber
Ludwig Anzengruber (ur. 29 listopada 1839 w Wiedniu , zm. 10 grudnia 1889  tamże) – austriacki pisarz i poeta . Jego ojciec był urzędnikiem państwowym.
W latach 1860–1868 Anzengruber pracował w teatrze objazdowym . Zasłynął swoją antyklerykalną sztuką Der Pfarrer von Kirchfeld (Pastor z Kirchfeld) . Od roku 1871 pracował jako pisarz policyjny i wolny dziennikarz. W późniejszym czasie pisał sztuki dla teatru nad Wiednią w Wiedniu i Teatrze Ludowym tamże . Swoją twórczością reprezentował realizm z tendencją ku naturalizmowi.
Pochowany na Cmentarzu Centralnym w Wiedniu.

## Dzieła
- Der Pfarrer von Kirchfeld (1871)[1]
- Der Meineidbauer (1872)[1]
- Die Krauzelschreiber (1872)[1]
- Die Tochter des Wucherers (1873)[1]
- Der Schandfleck (1877)[1]
- Der Sternsteinhof (1885)[1]